# Neumoegenia coronides
Neumoegenia coronides là một loài bướm đêm trong họ Noctuidae.